# Mario Bassi (giornalista)
Mario Bassi (Forlì, 4 marzo 1886 – Dolo, 7 febbraio 1945) è stato un giornalista, scrittore e militare italiano, veterano della prima guerra mondiale e pluridecorato, noto per essere stato per trentasei anni giornalista e inviato di guerra per La Stampa.

## Biografia
Figlio di Luigi e Ottavia Becchio, frequentata l'Università di Torino alla facoltà di Lettere senza conseguire la laurea, si occupò fin da giovanissimo di giornalismo: nel 1904 con il settimanale torinese Il Piemonte e contemporaneamente nel 1907 per il periodico letterario  Arte e Vita, di cui per entrambi fu capo redattore, nonché collaboratore del Forum e della Gazzetta del Popolo. Ma è proprio con Il Piemonte che venne scoperto nel 1909 da Alfredo Frassati e lo assunse come redattore de La Stampa, giornale con cui collaborò fino alla sua morte. Si occupò dapprima alla cronaca poi di critica letteraria, che tenne dignitosamente nel periodo successivo alla grande guerra 1915-18, e del quale è autore di vari volumi e di alcune opere teatrali.
Dal 1911 intraprese la carriera di corrispondente di guerra seguendo le operazioni di conquista della Libia, ove fu testimone di tutte le fasi dell'occupazione. 
Nel marzo del 1914 partecipò con Guelfo Civinini al combattimento di Zuetina tantè che furono premiati per il loro comportamento con la medaglia di bronzo al Valore Militare.
Ufficiale degli Alpini, durante la prima guerra mondiale, che seguì anche come corrispondente, fu inviato in Albania, sul canale di Suez, ai Dardanelli, sul fronte serbo e sul fronte italo-austriaco dove combatté in Carnia e sul fronte giuliano; fu aggregato al Reggimento «San Marco» sul basso Piave; durante l'armistizio fu inviato in Dalmazia.
Tornò in Libia per seguire le fasi della riconquista italiana, accompagnando la colonna d'occupazione di Giarabub (1926), e partecipò alla campagna della Sirtica (1928): a Bir Tagrift si guadagnò un'altra medaglia al Valore.
Nel 1929 legò il suo nome, come unico giornalista, all'organizzazione di una spedizione geografica supportata da La Stampa sull'Himalaya e sul Karakorum con Aimone di Savoia-Aosta.
Pur rimanendo fedele inviato de La Stampa, negli anni Bassi fu anche collaboratore de La Nazione, Regime Fascista, Popolo di Roma e Il Mattino. Fu ancora inviato speciale su vari fronti di guerra: durante la guerra d'Etiopia dal fronte somalo con Sandro Sandri, la guerra civile spagnola fino allo scoppio della seconda guerra mondiale, che, dopo l'8 settembre 1943 spinse Bassi ad aderire al neonato Partito Fascista Repubblicano ed arruolarsi volontariamente nell'esercito repubblicano.
Assegnato al 203° Comando Militare Regionale ufficio propaganda, venne ucciso in un agguato il 7 febbraio 1945 a Dolo, località in cui Bassi comandava il locale presidio militare col grado di maggiore degli Alpini.

## Pubblicazioni (parziale)

### Opere teatrali, commedie, novelle
- Come fa la luna, Torino, 1906
- Quello che non muore, Torino, 1907
- Le veglie di Mongreno, Torino, 1907 (Novelle scritte in collaborazione con Mario Dogliotti e Carlo Vallini)
- Giuditta, Torino, 1911
- Comincia una vita nuova, Milano, 1924

### Libri
- Il combattimento di Tagrift, Roma, Castaldi, 1928.
- La crisi politica in Jugoslavia, Anonima romana editoriale, 1929.
- La medaglia d'oro Marino Fabbri, G. B. Paravia & C., 1938.
- Vivere pericolosamente. Sandro Sandri uomo e gesta, Milano, Garzanti, 1940.

### Altre pubblicazioni
- La strage degli innocenti, Edizioni Erre, Milano, Venezia, 1944 (Compilatore: Federico Buffon, articoli a cura di Mario Bassi , Vincenzo Costa, Oreste Gregorio, Renato Ricci, Giuseppe Spinelli)
- Panorama gastronomico d'Italia, 1935, Discorsi di Amedeo Pettini, Giovanni Cenzato, Mario Maria Martini, Domenico Varagnolo, Mario Bassi, Enrico Novelli (Yambo), Ernesto Grassi, Giuseppe Lipparini, Federico de Maria e Mario Sandri